# Louis-Charles de Flers
Louis-Charles de Flers, eigentlich Louis-Charles de La Motte-Ango, vicomte de Flers (* 12. Juni 1754 in Paris; † 22. Juli 1794 ebenda) war ein französischer Général de division. 

## Leben
De Flers war ein Sohn von Ange Hyacinthe Ango de La Motte-Ango, comte de Flers (1719–1788) und dessen Ehefrau Marie Madeleine Charlotte de Chertemps de Seuil, comtesse de Reaux (1722–1775). 
De Flers kam als Kadett sehr jung in die königliche Armee und konnte sich schon früh für die Ideale der Revolution begeistern. Während der Revolutionskriege konnte er sich bewähren und wurde auch sehr schnell befördert; 1791 wurde er Maréchal de camp. Unter Befehl von General Charles-François Dumouriez war De Flers im Fort de Maulde stationiert und bei dessen Verteidigung schwer verwundet. 
Nach seiner Genesung kehrte er im Rang Divisionskommandeurs zu Dumouriez zurück und kämpfte u. a. bei Jemappes (6. November 1792) Neerwinden (18. März 1793). Nach seiner Zeit in den österreichischen Niederlanden wurde De Flers nach Südfrankreich und Spanien versetzt, um dort den Pyrenäenkrieg zu führen. De Flers kämpfte u. a. bei Mas Deu (19. Mai 1793) und Peyrestortes (17. September 1793) und war an der Belagerung von Le Perthus (→Fort de Bellegarde) beteiligt. 
Im Juli 1793 war er u. a. an der Belagerung von Perpignan beteiligt und konnte sich wiederum durch Tapferkeit auszeichnen. Als am 4. August desselben Jahres spanische Truppen Villefranche-de-Conflent eroberten, nahm dies der Wohlfahrtsausschuss zum Anlass, ihn zu verhaften zu lassen. Man brachte De Flers nach Paris und klagte ihn wegen Hochverrats an. Bis zu seiner Verhandlung durch das Revolutionstribunal war er im Palais du Luxembourg inhaftiert. Im Juli 1794 wurde De Flers in einem Schauprozess für schuldig befunden und am 22. Juli durch die Guillotine hingerichtet; Maximilien de Robespierre, der maßgebliche Betreiber dieses Urteils, wurde am 28. Juli desselben Jahres guillotiniert. 
De Flers war mit Maximilienne Albertine de Lattre-Neuville verheiratet und hatte mit ihr zwei Kinder: Guillemine Aline (* 1787) und Charles Amédée (1789–1857). 

## Ehrungen
- Sein Name findet sich am westlichen Pfeiler (33. Spalte) des Triumphbogens am Place Charles-de-Gaulle (Paris).